# Cydonie Mothersill
Cydonie Camille Mothersill (ur. 19 marca 1978 w Kingston na Jamajce) – kajmańska lekkoatletka, specjalizująca się w biegach sprinterskich, czterokrotna uczestniczka letnich igrzysk olimpijskich (w latach 1996–2008). Żona Ato Stephensa.

## Finały olimpijskie
- 2008 – Pekin, bieg na 200 m – 8. miejsce[1]

## Inne sukcesy sportowe
- 1995 – Geore Town, CARIFTA Games – dwa brązowe medale: w biegach na 100 i 200 metrów[2]
- 1996 – Kingston, CARIFTA Games – dwa złote medale: w biegach na 100 i 200 metrów[3]
- 1997 – Hawana, Mistrzostwa panamerykańskie juniorów – dwa brązowe medale: w biegach na 100 i 200 metrów[4]
- 2001 – Edmonton, mistrzostwa świata – brązowy medal w biegu na 200 m[5]
- 2002 – Manchester, igrzyska Wspólnoty Narodów – 5. miejsce w biegu na 200 m[6]
- 2003 – Santo Domingo, igrzyska panamerykańskie – srebrny medal w biegu na 200 m[7]
- 2003 – Birmingham, halowe mistrzostwa świata – 4. miejsce w biegu na 200 m
- 2005 – Helsinki, mistrzostwa świata – 8. miejsce w biegu na 200 m[5]
- 2006 – Melbourne, igrzyska Wspólnoty Narodów – 4. miejsce w biegu na 200 m[6]
- 2007 – Osaka, mistrzostwa świata – 8. miejsce w biegu na 200 m[5]
- 2010 – Split, Puchar Interkontynentalny – dwa miejsca na podium w reprezentacji Ameryki: 1. w sztafecie 4 x 100 m oraz 3. w biegu na 200 m
- 2010 – Nowe Delhi, igrzyska Wspólnoty Narodów – złoty medal w biegu na 200 m[6]

## Rekordy życiowe
- bieg na 100 m – 11,08 – Salamanka 05/07/2006 (rekord Kajmanów)
- bieg na 200 m – 22,39 – Nassau 10/07/2005 (rekord Kajmanów)
- bieg na 300 m – 35,82 – Sydney 14/09/2000 (rekord Kajmanów)
- bieg na 400 m – 52,18 – Ponce 16/05/2009 (rekord Kajmanów)
- bieg na 60 m (hala) – 7,36 – Fayetteville 14/02/2003 (rekord Kajmanów)
- bieg na 200 m (hala) – 22,82 – Liévin 23/02/2003 (rekord Kajmanów)
- bieg na 400 m (hala) – 53,79 – Blacksburg 13/02/1999 (rekord Kajmanów)